# Gumiho (film)
Gumiho (구미호?), noto anche con il titolo internazionale The Fox with Nine Tails, è un film del 1994 scritto e diretto da Park Heon-su.

## Trama
Harah è una gumiho che per diventare umana deve ottenere l'anima di un uomo, uccidendolo; si innamora di Hyuk, un ingenuo tassista, e si ritrova combattuta tra il proprio desiderio e ciò che ritiene giusto.

## Distribuzione
In Corea del Sud, la pellicola è stata distribuita dalla ShinCine Communications a partire dal 23 luglio 1994.